# Imperium kartagińskie
Imperium Kartagińskie, zwane potocznie Kartagina (Nowe Miasto; łac. Karthago, Carthago, stgr. Кαρχηδών = Karchedon, fen. Qrt-ḥdšt = Kart Hadaszt, pun. 𐤒𐤓𐤕𐤟𐤇𐤃𐤔𐤕, arab. قرطاج = Kartadż lub hebr. קרתגו = Kartago) – starożytne państwo. Zostało założone w IX w. p.n.e. przez Fenicjan z Tyru jako miasto w pobliżu dzisiejszego Tunisu, w późniejszym okresie obejmowała duży pas afrykańskiego wybrzeża i część Europy Południowej.
Szczyt potęgi Kartagina osiągnęła w III w. p.n.e. W tym samym stuleciu wdała się w serię wojen z Rzymem (wojny punickie), które zakończyły się zagładą miasta w 146 p.n.e. Po kilkudziesięciu latach Kartagina odrodziła się jako rzymska kolonia. Po podboju Północnej Afryki przez Arabów w VII w. miasto zaczęło tracić na znaczeniu i w końcu opustoszało.

## Historia

### Od założenia do wojen punickich

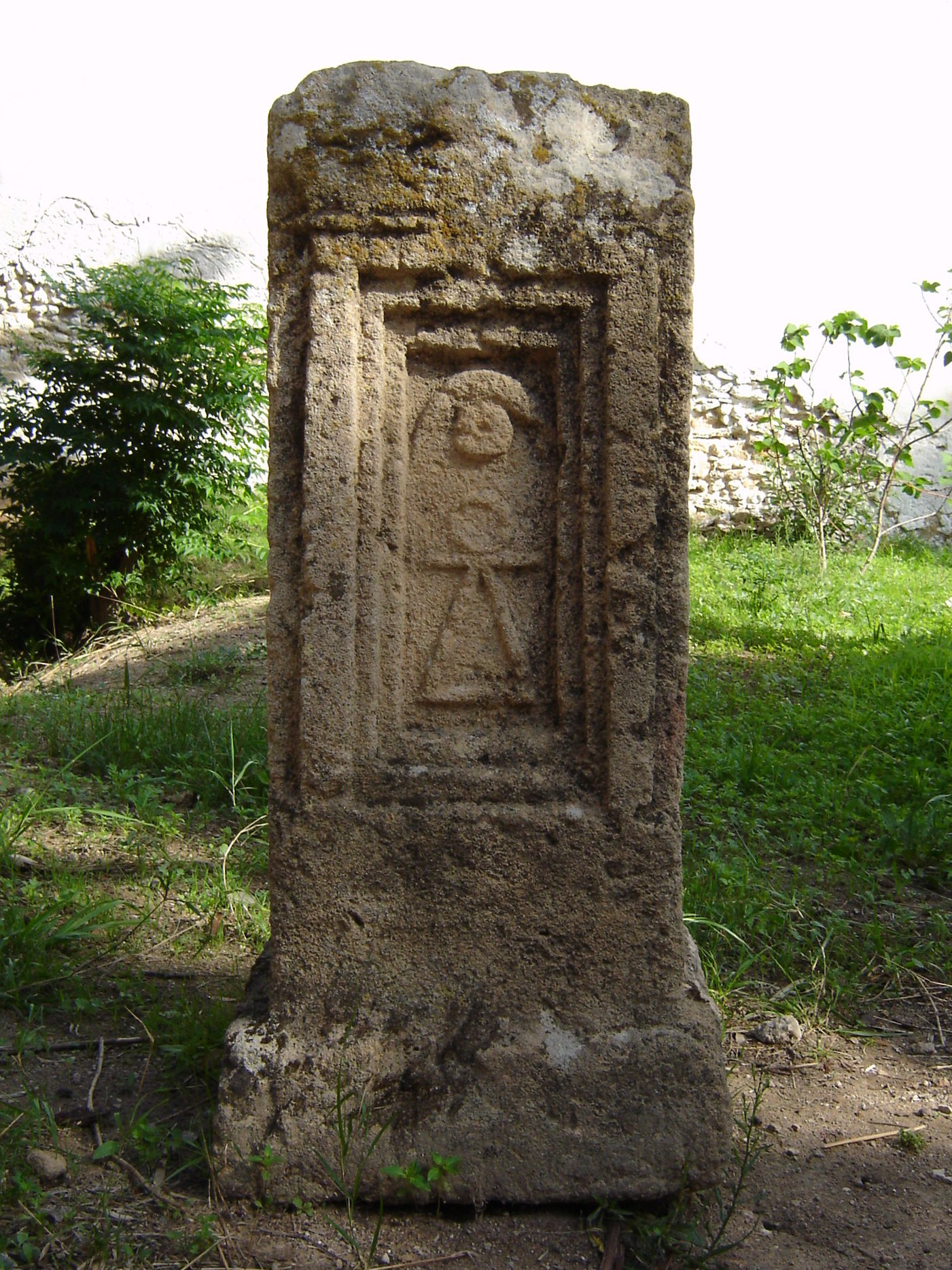
Stela z tofetu w Kartaginie przedstawiająca znak Tanit

Autorzy klasyczni – Timajos, Dionizjusz z Halikarnasu, Wellejusz Paterkulus – jako datę założenia miasta podają 814 rok p.n.e. Według Filistosa z Syrakuz miasto założyli Zoros i Karchedon, koloniści z Tyru, miasta w Fenicji. Tradycję tę potwierdza w swym przekazie Appian. Według innej tradycji, przekazanej przez Justynusa, Kartaginę założyła Elissa, żona Acherbasa, kapłana Melkarta z Tyru. Kiedy Pigmalion, brat Elissy, kazał zamordować jej męża, Elissa z wielkim skarbem oraz grupą osadników uciekła przez Cypr do północnej Afryki. Gdy Libijczycy chcieli wygnać przybyłych, ci poprosili aby pozwolono im zasiedlić tyle ziemi, ile obejmuje skóra wołu. Prośba wydała się Libijczykom zabawna, poza tym stawiała ich w niezręcznej sytuacji wobec proszących, więc ochoczo zaprzysiężono układ. Wówczas przybysze wycięli ze skóry cienki rzemień i wytyczyli teren, na którym powstał zamek, zwany Byrsa (po fenicku zamek, twierdza; po grecku – skóra). W ciągu wieków imię Elissy, której oddawano boską cześć, zastąpiono w tradycji imieniem Dydony.
W okresie od VII do VI w. p.n.e. – gdy rdzenna Fenicja została podbita przez Asyrię – Kartagińczycy podporządkowali sobie zachodnie kolonie fenickie. Pierwsza wzmianka o Kartaginie pojawia się w 654 p.n.e., kiedy miasto założyło swoją kolonię na Ibizie. W VII w. p.n.e. Kartagińczycy osiedlili się na wybrzeżach Sardynii i Sycylii. Od VI w. p.n.e. konkurowali z Grekami o dominację nad zachodnią częścią Morza Śródziemnego. W 550 p.n.e. kartagiński wódz Malchus podbił część Sycylii. W 535 p.n.e. Kartagińczycy w sojuszu z Etruskami pokonali u wybrzeży Korsyki pod Alalią greckich kolonistów z Fokaji, którzy uprawiali korsarstwo. Wódz Malchus przez pewien czas sprawował w Kartaginie najwyższą władzę. Jednak oskarżony o tyranię i skazany na śmierć został zastąpiony przez Magona, założyciela dynastii Magonidów.
W IV i III w. p.n.e. Kartagińczycy osiągnęli hegemonię w zachodniej części basenu Morza Śródziemnego. W czasach rozkwitu, Kartagina była timokratyczną republiką oligarchiczną, rządzoną przez rody arystokratyczne (np. ród Barkas). Najwyższą władzę stanowiło dwóch wybieranych sędziów (szofetim) oraz Rada Stu i Rada Trzydziestu. Silne wpływy polityczne mieli kapłani świątyń głównych bóstw: Baala i Astarte.
Wobec osłabienia pozycji Etrusków Kartagina w 509 p.n.e. zawarła traktat z Rzymem. Traktat określał strefy wpływu obu państw. Chcąc wykorzystać zaangażowanie Greków w konflikt z Persami, Kartagina próbowała podbić silne państwa greckie na Sycylii – Syrakuzy, Akragas i Himerę. Jednak armia kartagińska, którą dowodził Hamilkar, syn Magona, poniosła w 480 p.n.e. klęskę w starciu z wojskami Gelona i Terona – tyranów greckich miast. Konsekwencją klęski pod Himerą było odsunięcie od władzy Magonidów – Hannona i Gisgona. W 409 p.n.e. wybuchła kolejna wojna z Grekami, kiedy miasto Segesta zwróciło się do Kartaginy o pomoc w lokalnym konflikcie. Wojskowa ekspedycja, którą dowodził Hannibal Magonida zdołała pokonać Greków, jednak kolejne lata przyniosły następne starcia z Grekami, na których czele stanął tyran Syrakuz Dionizjos I. Trwające aż do śmierci Dionizjosa w 367 p.n.e. walki ustaliły granicę wpływów na Sycylii, na rzece Halykos. W 310 p.n.e. Agatokles, tyran Syrakuz, na czele 14 tysięcznej armii przeprowadził desant na afrykańskie ziemie Kartaginy. Udało mu się rozbić wojska kartagińskie i zająć Utykę i Hippo Acra. Kiedy popłynął na Sycylię, by pomóc oblężonym przez Kartagińczyków Syrakuzom, jego pozostawione w Afryce wojska poniosły klęskę w starciu z najemnikami kartagińskimi. Po tych wydarzeniach nastąpił rozkwit Kartaginy, która stała się potęgą handlową. W 278 p.n.e. na Sycylii wylądował Pyrrus, król Epiru i zajął całą wyspę z wyjątkiem Lilibeum. W 276 p.n.e. połączone siły Kartaginy i Rzymu wyrzuciły Pyrrusa z wyspy.

### I wojna punicka
Konflikt interesów między Kartaginą i rosnącym w potęgę Rzymem doprowadził do wybuchu w 264 p.n.e. pierwszej wojny punickiej. Zakończyła się ona w 241 p.n.e. klęską Kartaginy, która utraciła posiadłości na Sycylii i zobowiązała się do wypłacenia Rzymowi w ciągu 10 lat kontrybucji w wysokości 3200 talentów srebra. Zrujnowany skarb państwa nie był w stanie wypłacić należnego żołdu licznym najemnikom, co doprowadziło do wybuchu rebelii. Została ona stłumiona, ale kartagińska gospodarka poniosła dalsze straty. W dodatku, wykorzystując sytuację, Rzymianie zajęli Sardynię i Korsykę (w 238 p.n.e.) oraz zmusili Kartaginę do zapłacenia dodatkowych 1200 talentów kontrybucji.

### Między I i II wojną punicką

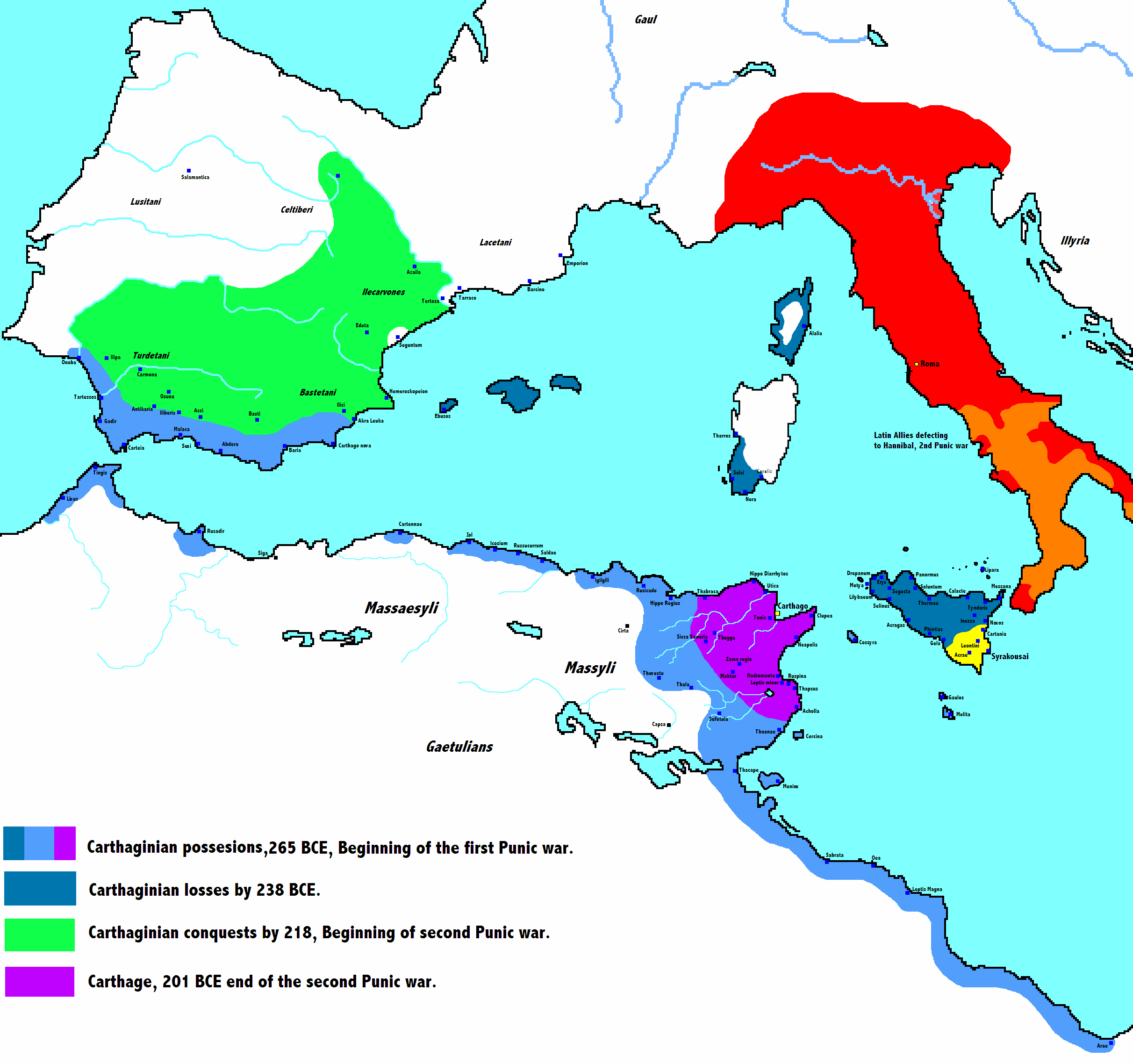
Kolor ciemnogranatowy – tereny utracone przez Kartaginę w wyniku I wojny punickiej oraz rzymskiego ultimatum po wojnie Kartaginy z najemnikami; Kolor zielony – tereny pozyskane przez Kartaginę pomiędzy I a II konfrontacją z Rzymem

Utrata Sycylii, Sardynii i Korsyki uderzyła w gospodarkę, handel i pozycję polityczną Kartaginy. Jej władze postanowiły więc zrekompensować sobie te straty nowymi podbojami. Stronnictwo Hannona Wielkiego optowało za rozszerzeniem posiadłości w Afryce, zaś stronnictwo Hamilkara Barkasa (warstwy kupieckie i wojskowe) preferowało podjąć podboje w Hiszpanii, której południowa część należała do Kartaginy.
Przeważyli zwolennicy Hamilkara i Kartagina skierowała ekspansję ku Hiszpanii. Hamilkar zmusił do posłuszeństwa niektóre ludy i zajął kopalnie złota i srebra w górach Sierra Morena w 236 p.n.e. Napływ drogocennych kruszców do Kartaginy ożywił jej gospodarkę i umożliwił spłatę kontrybucji Rzymowi. Hamilkar zyskał bogactwo, które zapewniło całemu rodowi Barkidów dużą niezależność polityczną. Barkidzi zaczęli tworzyć w Hiszpanii podstawy nowego imperium kartagińskiego, gdyż skostniały ustrój oligarchiczny Kartaginy był niereformowalny i zachowawczy. Hamilkar prowadził ciągłe wyprawy na północne i zachodnie tereny Hiszpanii aż do śmierci w 229 p.n.e. Do tego czasu opanował połowę Półwyspu Iberyjskiego.
Następca Hamilkara, Hazdrubal, rozpoczął na wielką skalę konsolidację opanowanych obszarów. Zbudował miasto Nowa Kartagina, które stało się centrum politycznym i gospodarczym Hiszpanii, a zarazem, co było głównym zamysłem Hazdrubala, stolicą „monarchii” Barkidów w Hiszpanii i jednym z najpiękniejszych miast ówczesnego świata. Wraz ze wzrostem potęgi Barkidów w Hiszpanii, rosła zawiść oligarchów i arystokracji kartagińskiej (co uwidoczniło się podczas II wojny punickiej), mimo że stale napływała do Kartaginy należna państwu część dochodów z kopalń.
Hazdrubal podczas konsolidacji swego „imperium” wprowadził do religii państwowej bogów hellenistycznych i tubylczych. Przeciągnął w ten sposób na swoją stronę kolonistów greckich z Hiszpanii oraz wodzów miejscowych plemion wraz z ich ludami. To ułatwiło mu bezwzględny wyzysk ludności przy pracach w rolnictwie, rzemiośle i w górnictwie. Stałe zapotrzebowanie na siłę roboczą zaspokajał wyprawami na tereny jeszcze nie opanowane.
Zawiści w Kartaginie towarzyszyło zaniepokojenie Rzymu rosnącą potęgą Punijczyków w Hiszpanii. Chcąc ograniczyć ten rozwój i zabezpieczyć bogate miasto Sagunt przed Hazdrubalem, wysłali Rzymianie poselstwo do Nowej Kartaginy. Efektem było zawarcie w 226 p.n.e. układu, który zabraniał Kartagińczykom przekraczać w ich wyprawach rzekę Iberus (obecnie utożsamianą z rzeką Jukar). Układ ten był jednak korzystny dla Kartagińczyków, gdyż nie zabraniał prowadzić podbojów w innych częściach Hiszpanii.

### II wojna punicka
Śmierć Hazdrubala w 221 p.n.e. i przejście władzy w ręce Hannibala (syn Hamilkara Barkasa) zapoczątkowały systematyczne przygotowania do wojny z Rzymem. Mimo młodego wieku Hannibal bez jakiegokolwiek oporu zmobilizował wszystkie zasoby swojej „monarchii” i spożytkował je na cele militarne. Rozwinięto wywiad wojskowy, obwarowano liczne miasta, a lwią część środków przeznaczano na wyekwipowanie i przygotowanie armii lądowej. Flota w zamierzeniach Hannibala miała spełniać funkcje pomocnicze, była zresztą wielokrotnie słabsza od rzymskiej, gdyż Barkidzi podbój Hiszpanii prowadzili na lądzie. Dla armii sprowadzono z Afryki słonie bojowe i zasilono ją wojownikami z zaprzyjaźnionych plemion.
Stworzony przez Hannibala plan wojny z Rzymem przewidywał zaatakowanie Rzymian w Italii, do której wojsko miało dotrzeć drogą lądową przez Pireneje i Alpy. Po drodze armię mieli zasilić Galowie mieszkający w południowej Galii i północnej Italii. Gdy zaprzyjaźniony z Rzymem Sagunt zaatakował jedno z iberyjskich plemion, Hannibal ruszył na miasto i zdobył je po kilkumiesięcznym oblężeniu w 219 p.n.e. Rzym zażądał wycofania się Kartaginy z Saguntu. Odmowa zapoczątkowała II wojnę punicką, która zakończyła się klęską Kartaginy. Utraciła ona wszystkie pozaafrykańskie posiadłości, musiała zwrócić ziemie odebrane Numidyjczykom, oddać Rzymowi prawie całą flotę oraz zapłacić 10 tys. talentów kontrybucji.

### Działalność Hannibala po przegranej wojnie
Klęska Kartaginy zwiększyła znaczenie wrogich Barkidom oligarchów, ale pozycja Hannibala wśród kół demokratycznych była nadal silna. Utrata posiadłości zamorskich pogorszyła sytuację materialną kupców i rzemieślników. Niezadowolenie społeczeństwa z rządów oligarchów i przekonanie, że ich bezczynność przyczyniła się do klęski w wojnie, umożliwiły Hannibalowi powrót do polityki w 196 p.n.e. Obejmując urząd sufeta obiecał przeprowadzenie reform demokratycznych i usprawnienie podupadającej gospodarki.
Wprowadzenie surowej kontroli finansów umożliwiło wcześniejszą spłatę Rzymowi kontrybucji, bez obciążania ludności nadzwyczajnymi podatkami. Zmniejszenie obrotów handlowych (utrata ziem zamorskich) skłoniło Hannibala do forsowania samowystarczalności rolnej, intensyfikacji upraw winnej latorośli oraz sadzenia gajów oliwnych i figowych. Dzięki temu Kartagina uniezależniła się od importu wina i oliwy z Rodos i Sycylii, co wzmocniło jej finanse. Mimo że pod względem politycznym Kartagina była państwem drugorzędnym, ekonomicznie była nadal silna.
Hannibal starał się ograniczyć wpływy oligarchii. Czy miała to być zemsta za jej bezczynność podczas niedawnej wojny, czy też trzeźwe i racjonalne działanie polityka pragnącego odbudowy kraju – można tylko przypuszczać. Faktem jest, że wyegzekwowanie należności pieniężnych od plutokracji kartagińskiej i rozwiązanie Trybunału Stu Czterech, spowodowało oskarżenie Hannibala o knowania przeciwko Rzymowi. Obawiając się rychłego aresztowania albo śmierci Hannibal w 195 p.n.e. uciekł z Kartaginy. Wkrótce potem działalność Trybunału została przywrócona. Jednak w gospodarce kontynuowano politykę Hannibala, co zapewniło Kartaginie szybki rozwój.
Po ucieczce Hannibala w życiu Kartaginy największą rolę odgrywały trzy stronnictwa:
- prorzymskie – konserwatyści pragnący zachować wielką własność ziemską,
- demokratyczne – kontynuatorzy linii Barkidów, zwolennicy wskrzeszenia silnej Kartaginy (kupcy, rzemieślnicy i żołnierze),
- numidyjskie – propagowało współpracę z królem Numidii Masynissą (część ziemian, kupcy i rzemieślnicy liczący na interesy w Numidii).

### III wojna punicka
Kilka dekad szybkiego wzrostu kartagińskiej gospodarki nie uszło uwadze Rzymu. Gdy Kato Starszy odwiedził Kartaginę w 153 p.n.e. i ujrzał jej fantastyczne odrodzenie, stał się fanatycznym zwolennikiem jej całkowitego ujarzmienia.
Wypadki afrykańskie tamtych lat sprzyjały jego dążeniom. Królestwo numidyjskie, które wzrosło w siłę w wyniku klęski Kartaginy w drugiej wojnie punickiej, zaczęło rozwijać swoje miasta i handel. Stabilne rządy króla Masynissy sprzyjały wzmocnieniu militarnemu i gospodarczemu. Masynissa jako sojusznik Rzymu czuł się bezpieczny i coraz częściej napadał na terytorium Kartaginy. Umacniające się mimo ucieczki Hannibala stronnictwo demokratyczne wezwało do zbrojnego powstrzymania napadów Masynissy. Rozpoczęto działania wojenne, które przyniosły Kartagińczykom porażkę, a dla Rzymu stały się pretekstem do rozpoczęcia III wojny punickiej w 149 p.n.e.
W 146 p.n.e. Rzymianie zdobyli Kartaginę. Miasto zostało zburzone, a ziemia na którym stało, zaorana i przeklęta (obsypana solą miała nic już nie urodzić). 90 proc. mieszkańców miasta zginęło podczas oblężenia i szturmu. Resztę Rzymianie sprzedali w niewolę.

### Rzymska Kartagina

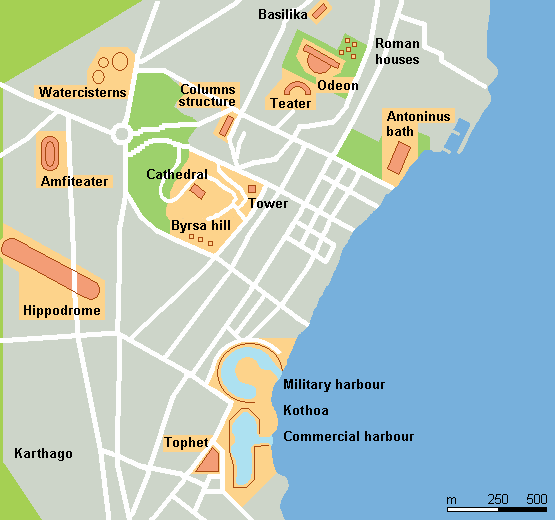
Rzymska Kartagina

Jednak już kilkadziesiąt lat później od 122 roku p.n.e. na miejscu Kartaginy istniała kolonia rzymska Colonia Iunonia, a Cezar w 44 roku p.n.e. przywrócił jej starą nazwę Karthago. W czasach cesarstwa miasto kwitło, jako ośrodek senackiej prowincji Africa Proconsularis będącej spichlerzem Rzymu.
U jego schyłku stało się ośrodkiem silnie rozprzestrzeniającego się w północnej Afryce chrześcijaństwa. W III w. biskupem Kartaginy był św. Cyprian (ok. 200-258), który 14 września 258 r. za panowania cesarza Waleriana – podobnie jak wcześniej za Septymiusza Sewera święte Perpetua i Felicyta – zginął w prześladowaniu chrześcijan jako męczennik. Odbyły się też w niej ważne dla Kościoła synody, tzw. Synody w Kartaginie. Z Kartaginy pochodził Donat (ur. przed 313, zm. ok. 355), twórca herezji zwanej donatyzmem. W latach ok. 391-430 biskupem Kartaginy był Aureliusz. Na jego zaproszenie Augustyn z Hippony wygłosił wiele homilii. Zachowało się też m.in. Streszczenie rozmowy z donatystami (Breviliculus collationis cum Donatistis; CSEL 53; BA 32; PL 43:651-690) – tekst napisany dla wiernych po spotkaniu z donatystami w dniach 1–8 czerwca 411 r. w secretarium term w Kartaginie, z udziałem m.in. biskupa Aureliusza ze strony katolickiej i Petyliana z Cyrty ze strony donatystów.

### Wandalowie, Bizancjum i podbój arabski
W 439 roku Kartaginę zdobyli Wandalowie, którzy dziesięć lat wcześniej pojawili się w północnej Afryce, i uczynili ją swą stolicą. W 534 została odbita przez bizantyjskie wojska Belizariusza. Podbój północnej Afryki przez Arabów i zdobycie miasta w 697 przez arabskiego wodza Hasana Ibn Numana – położyły kres chrześcijaństwu. Miasto z czasem straciło swe znaczenie i opustoszało.